# A.S. Lodigiani
Associazione Sportiva Lodigiani Srl hay nói ngắn gọn là Lodigiani, là một câu lạc bộ bóng đá Ý có trụ sở tại Rome, Ý. Câu lạc bộ đáng chú ý với nguồn đào tạo cầu thủ trẻ của họ. Trong những năm 1980 đến 2000, câu lạc bộ chơi ở Serie C1 và Serie C2. Năm 2004, câu lạc bộ sáp nhập với Cisco Calcio Roma và trở thành Cisco Lodigiani, mặc dù câu lạc bộ đó đã đổi tên thành Cisco Calcio Roma (Cisco Roma) vào năm 2005 và sau đó là Atletico Roma FC vào năm 2010. Từ năm 2005, một số tên được thành lập như các câu lạc bộ kế nhiệm của AS Lodigiani ban đầu, như ASDN Lodigiani 2005, ASD Lodigiani Calcio, ASD Atletico Lodigiani và ASD Academy Lodigiani. Họ là những câu lạc bộ bóng đá nghiệp dư hoặc học viện trẻ.

## Lịch sử
Lodigiani được thành lập vào năm 1972.    

AS Lodigiani được biết đến là người có một trong những hệ thống trẻ tốt nhất của Ý, với các cầu thủ như Francesco Totti, Andrea Silenzi, Luigi Apolloni, David Di Michele, Roberto Stellone  và v.v.
Vào năm 2003, gia đình Longarini đã bán Lodigiani cho tập đoàn Cisco Italia. Tập đoàn đó thuộc sở hữu của Piero Tulli. Cisco Italia cũng sở hữu AS Cisco Calcio Roma, hay còn gọi là Cisco Roma, trước khi mua lại.
Năm 2004–05 Serie C2 mùa, AS Lodigiani được sáp nhập với Cisco Roma để trở thành AS Cisco Lodigiani. Nói một cách chính xác, giấy phép của AS Lodigiani đã được đổi tên thành AS Cisco Lodigiani vào năm 2004, được đổi lại thành Cisco Calcio Roma vào năm 2005. Trong khi giấy phép của AS Cisco Calcio Roma đã được bán vào năm 2004, để trở thành ASD Frascati Calcio, đã trở thành Lupa Frascati vào năm 2006.
Sự xáo trộn đã làm cho sự biến mất của Lodigiani, trong khi Cisco đạt được "sự thăng tiến" cho giải đấu chuyên nghiệp, trong khi Lupa Frascati tránh sự xuống hạng từ Serie D, cũng như việc tạo ra USD Tor di Quinto bằng cách sử dụng giấy phép của Lupa Frascati cũ.

## Màu sắc và huy hiệu
Màu của đội là đỏ và trắng.

## Sân vận động
Trụ sở chính và sân vận động của AS Lodigiani được đặt tại La Borghesiana, trên 120 Via Della Capanna Murata. Câu lạc bộ cũng sử dụng Stadio Flaminio làm nơi tổ chức.

## Câu lạc bộ kế nhiệm

### ASD Lodigiani 2005 & ASD Lodigiani Calcio
Năm 2005, hai câu lạc bộ kế nhiệm được thành lập, ASDN Lodigiani 2005 và ASD Lodigiani Calcio. ASDN Lodigiani 2005 được thành lập bởi một số thành viên của giám đốc câu lạc bộ cũ.    Năm 2007, ASD Lodigiani Calcio đã giải tán. Năm 2008, ASD Lodigiani 2005 đã bỏ tiền tố N. (Nuova, có nghĩa là mới) từ tên.
2010–11 Promozione Lazio, ASD Lodigiani Calcio đã tham gia Promozione Lazio, cấp độ cao thứ 7 của Ý tại thời điểm đó. Đó là ASD Lodigiani Calcio được thành lập bởi sự sáp nhập của ASD Lodigiani 2005 và ASD Stilecasa Calcio vào năm 2010  Đó là ASD Lodigiani Calcio có trụ sở tại La Borghesiana, trên 120 Via Della Capanna Murata và có số đăng ký 932.208. ASD Lodigiani Calcio đã rút khỏi giải đấu dành cho người lớn vào năm 2011, tập trung vào đội trẻ một lần nữa.
Theo Reset Group Academy (Reset Academy), năm 2010 thành lập ASD Lodigiani Calcio là câu lạc bộ liên kết của nó. Chủ tịch của Reset Academy là Davide Lippi,    con trai của huấn luyện viên người Ý Marcello Lippi. Davide Lippi cũng từng làm đại lý bóng đá.

### ASD Atletico Lodigiani
Năm 2017, câu lạc bộ kế thừa thứ ba ASD Atletico Lodigiani được thành lập. Atletico Lodigiani được đổi tên từ ASD Academy FC vào năm 2017. Câu lạc bộ đó đến từ Monte Compatri, ở thủ đô Rome của thủ đô Rome. Số đăng ký của Atletico Lodigiani là 941.435. Một câu lạc bộ kế thừa khác, ASD Lodigiani Calcio, đã tranh luận về việc thành lập Atletico Lodigiani.
Atletico Lodigiani hoàn thành là IV 2017-18 Seconda Thể loại Lazio Bảng H, mức thấp thứ hai của Ý kim tự tháp giải đấu bóng đá, hoặc mức 8 kể từ năm 2014.
Năm 2018, câu lạc bộ đã được nhận vào Prima Categoria Bảng E, cấp độ cao thứ 7 của Ý kể từ năm 2014. Kể từ năm 2018, Atletico Lodigiani đã sử dụng sân vận động Francesca Gianni làm nơi tổ chức của họ.

### Học viện ASD Lodigiani
Câu lạc bộ kế thừa thứ tư, ASD Academy Lodigiani được thành lập vào năm 2018 bằng cách đổi tên thành ASD Atletico San Basilio 1960, một San Basilio (Rome) của một phần tư của Rome. Số đăng ký của câu lạc bộ đó là 945.130. Câu lạc bộ đó đã sử dụng La Borghesiana làm sân vận động cho mùa giải 2018-19 Prima Cargetoria Lazio Group B. Atletico San Basilio 1960 kết thúc với tư cách là đội thứ tư của Prima Cargetoria Lazio Group C trong mùa giải 2017-18.

## Danh hiệu
- Serie C2 
  - Vô địch (1): 1992